# 月曜ドラマシリーズ
月曜ドラマシリーズ（げつようドラマシリーズ）は、NHK総合テレビジョンで放送されていた連続ドラマ枠のことである。

## 概要
この番組の前身は1970〜80年代にかけて20時台に放送された「土曜ドラマ」（後に「水曜ドラマ」）、あるいは毎週木曜日の22時台（後に日曜21時台→土曜21時台）に放送された「ドラマ人間模様」が原点とされている。その後は銀河テレビ小説の廃止に伴って水曜20:00からの「水曜ドラマシリーズ」（1989〜1990年度）、並びに水曜22:00からの「水曜ドラマの花束」（1996〜1999年度）、あるいは「ドラマ10」として1989年度および1990年度に放送されたが、2000年4月から金曜21:15〜21:58(JST)に移り、「ドラマ家族模様」として1年間放送された後、2001年度から月曜日の放送（時間変わらず）となってこのタイトルとなった（形式上は2000年度に放送されていた月曜の時代劇ロマン＜娯楽時代劇シリーズ＞との放送枠交換扱い。時代劇ロマンは金曜時代劇に改題）。基本的には各作品5〜6回程度（半クール）のものが放送されるが、年に1回程度は9〜10回程度（1クール）かけて放送されるものもある。
番組では基本的にはホームドラマ系の作品が多く構成されており、2002年度には「私の青空2002」、2003、2004年度には「ちゅらさん」の何れも連続テレビ小説で人気を博した作品の続編が企画された。（その後「ちゅらさん」は2007年に後継の土曜ドラマにおいて第4弾が放送された）
なお、2005年1月24日から9回連続で放送されていた「ハチロー〜母の詩、父の詩〜」（唐沢寿明主演）を最後に、月曜ドラマシリーズは2004年度で毎週の放送は終了し、その後「月曜劇場・シリーズドラマ」として、歌手の氷川きよしが司会を務める音楽バラエティ番組「きよしとこの夜」と交代して放送されていたが、一連の不祥事からの経営体質改善を行う目的で2006年1月より、土曜日22時からの枠で土曜ドラマを開始し、月曜日の放送から撤退した。月曜ドラマ枠としての最後の作品（かつ月曜劇場唯一のドラマ）はジイジ2〜孫といた夏〜だった。

## 放送された作品
- ある日、嵐のように[1]
- 蜜蜂の休暇
- ハート
- 東野圭吾ミステリー「悪意」
- 海図のない旅
- 生存 愛する娘のため
- はっぴぃ・ウエディング（再放送）
- 私の青空2002
- 夏の日の恋〜Summer Time〜
- 少年たち3
- 結婚泥棒
- 名古屋仏壇物語[2]
- 緋色の記憶〜美しき記憶の秘密〜[3]
- 風子のラーメン
- ちゅらさん2[4]
- 麻婆豆腐の女房
- 盲導犬クイールの一生[5]
- 愛の家〜泣き虫サトと7人の子〜
- 夢みる葡萄〜本を読む女〜
- 昨日の友は今日の敵?
- 恋する京都[6]
- 菊亭八百善の人びと
- 農家のヨメになりたい
- 妻の卒業式
- ジイジ〜孫といた夏〜[7]
- ちゅらさん3[8]
- ねばる女
- オーダーメイド〜幸せ色の紳士服店〜
- ハチロー〜母の詩、父の詩〜[9]
- ジイジ2〜孫といた夏〜